# Herb gminy Dębowa Łąka
Herb gminy Dębowa Łąka – jeden z symboli gminy Dębowa Łąka, ustanowiony 3 maja 2006.

## Wygląd i symbolika
Herb przedstawia na tarczy koloru czerwonego na zielonym podłożu wizerunek złotego dębu (nawiązanie do nazwy gminy), a pod nim, od lewej strony, srebrna róża (godło z herbu Poraj) i złota obręcz (pochodząca z herbu Prawdzic).